# Taenionema grinnelli
Taenionema grinnelli är en bäcksländeart som först beskrevs av Banks 1918.  Taenionema grinnelli ingår i släktet Taenionema och familjen vingbandbäcksländor. Inga underarter finns listade i Catalogue of Life.